# 石山巴豆
石山巴豆（学名：Croton euryphyllus）为大戟科巴豆属下的一个种。

## 扩展阅读
- 維基物種上的相關：石山巴豆